# Feras

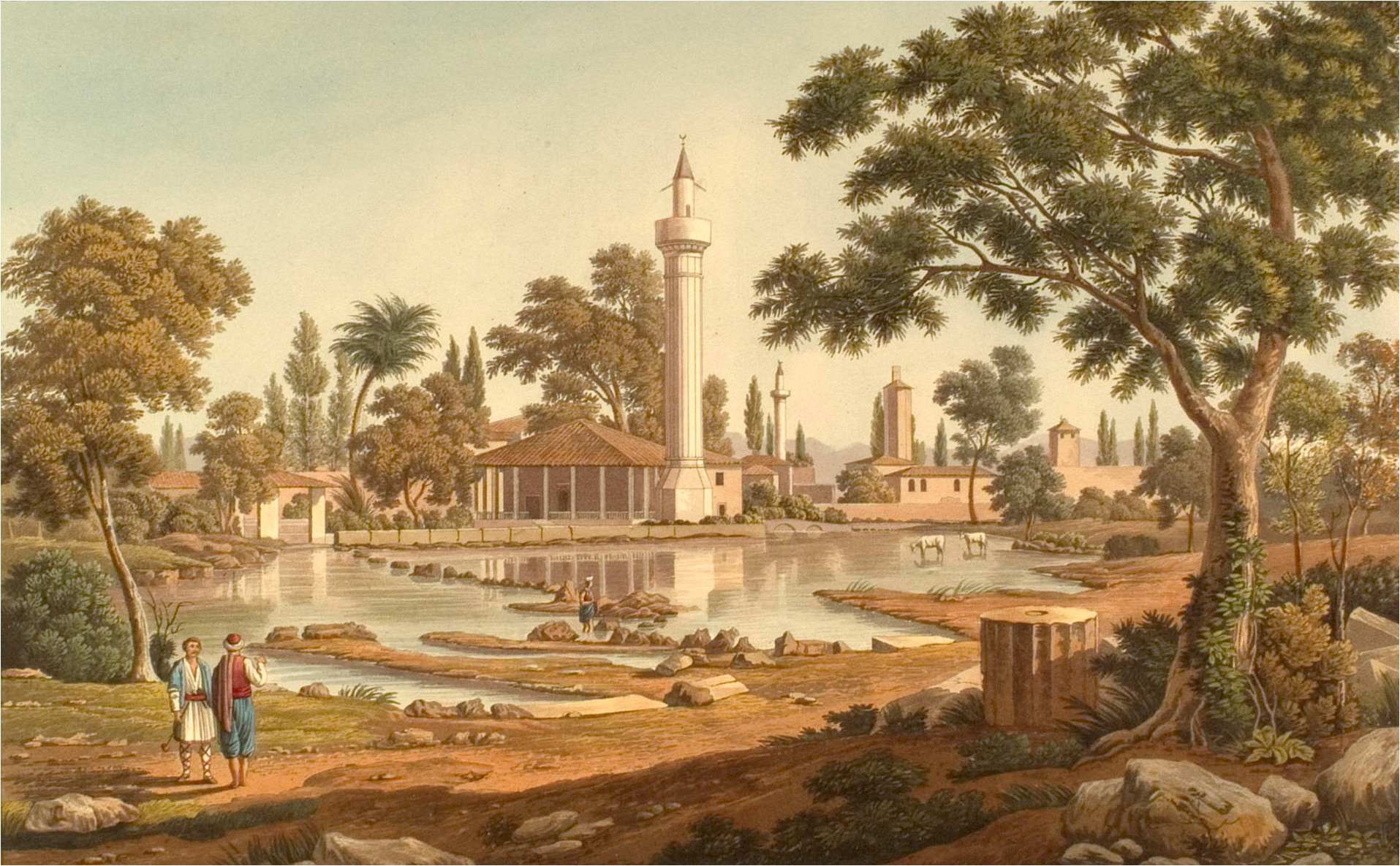
Edward Dodwell (1767–1832): La fuente Hiperea de Feras (1821).

Mapa con algunas de las principales ciudades de la antigua Tesalia y zonas adyacentes. Feras estaba situada cerca de Yolco, al noroeste del golfo de Págasas.

Feras (griego Φεραί, Pherae) fue una antigua ciudad de Tesalia en la parte del sudeste en el distrito de Pelasgiótide. Tenía al este el lago Bebeide, y a 90 estadios, Pagasas, que le servía de puerto en tiempos de Estrabón.

## Mitología
En mitología, Feras fue fundada por Feres, hijo de Creteo. Allí reinó su hijo Admeto y es el lugar donde se desarrolla la tragedia Alcestis, de Eurípides. Eumelo, hijo de Admeto y Alcestis, condujo once barcos a la guerra de Troya.

## Historia
Al comienzo de la guerra del Peloponeso, aunque estaba gobernada por la aristocracia, fue aliada de Atenas. Hacia el final de la guerra, Licofrón derrocó la aristocracia y estableció la tiranía e intento dominar toda Tesalia. Atacó a Larisa y otras ciudades que se le oponían (404 a. C.) y obtuvo una notable victoria. En 395 a. C. Licofrón estaba en plena campaña contra Larisa, gobernada por Medio, probablemente un miembro de los Aleuadas. Licofrón obtuvo la ayuda de Esparta y Medio pidió ayuda a Atenas. Con esta ayuda Medio ocupó Farsalo, que había sido ya ocupada por una guarnición espartana, y vendió a sus habitantes como esclavos.
Después de Licofrón gobernó en Feras el tirano Jasón, hombre de gran energía y habilidad, probablemente su hijo. Jasón quería extender su hegemonía a toda Grecia e incluso a Persia. Se hizo elegir tagos de Tesalia (374 a. C.) y reunió un poderoso ejército de 6.000 caballeros y 10 000 infantes (hoplitas); sometió a todas las ciudades tesalias a su autoridad, incluso Farsalo, que si bien podía haber sido conquistada por la fuerza, Jasón la sometió mediante negociación, ofreciendo a Polidamante, un próxeno de Farsalo, el segundo lugar en la dirección política de Tesalia; Polidamante, después de tantear la posible ayuda de Esparta, que no podía llegar, accedió, y persuadió a los habitantes de Farsalo para que reconocieran a Jasón como su soberano. Eso incrementó sus fuerzas a 8.000 caballeros y 20.000 infantes. También formó alianzas con Alcetes I de Epiro y con Amintas III de Macedonia.
Desde el 371 a. C. fue aliada de Tebas que invitó a Jasón a atacar el campo de los lacedemonios, pero el tirano tesalio optó por aconsejar una tregua que permitió a los espartanos la retirada.
En 370 a. C., Jasón anunció que iría a Delfos al frente de un cuerpo de fuerzas tesalias, para presidir el festival Pitio, lo que causó alarma en Grecia, pero antes de salir fue asesinado por siete jóvenes durante una audiencia pública. Los asesinos fueron considerados héroes en muchos lugares de Grecia.
Sucedieron a Jasón sus hermanos Polifrón y Polidoro, con los que Tesalia perdió su influencia. Polifrón fue asesinado, pero Polidoro que quedó como único jefe (tagos) ejerció su autoridad con mucha energía y crueldad. Polidamante de Farsalo fue ejecutado, y otros posibles rivales y jefes (especialmente de Larisa) fueron exiliados o asesinados.
Finalmente Polidoro fue asesinado por Alejandro, probablemente su hermano o su nieto. Alejandro fue extremadamente cruel. Los Aleuadas y otras familias nobles fueron perseguidos, y el joven rey de Macedonia, Alejandro, sucesor de Amintas, él mismo amenazado, invadió Tesalia, derrotó a Alejandro y ocupó Larisa y Cranón, donde estableció guarniciones. Pero poco después, por necesidades internas se hubo de retirar. Alejandro recuperó el poder, pero algunas ciudades tesalias pidieron ayuda a Tebas y en 369 a. C. el tebano Pelópidas invadió Tesalia, y ocupó Larisa y otras ciudades (con el beneplácito de Alejandro de Macedonia). 
Al año siguiente (368 a. C.), Pelópidas fue atacado en Larisa por Alejandro de Feras, que había pedido ayuda a Atenas, hasta que se estableció una tregua. Pelópidas fue entonces a Macedonia (367 a. C.) donde el joven rey Alejandro había sido asesinado por su hermanastro Ptolomeo Alorita y sustituido por su hermano Pérdicas III de Macedonia bajo regencia del asesino. Pérdicas y su hermano pequeño Filipo fueron confiados respectivamente a la custodia del ateniense Ifícrates y del tebano Pelópidas. Así este último y el regente Ptolomeo se convirtieron en aliados y la influencia de Tebas se extendió a Tesalia.
En 366 a. C. los tebanos obtuvieron de Persia el reconocimiento de su hegemonía en Grecia y el mismo año Pelópidas y su lugarteniente Ismenio fueron, con escasos soldados, a Tesalia para obligar a Alejandro de Feras y a las ciudades que le eran fieles a reconocer esta hegemonía. Alejandro les atacó cerca de Farsalo y les hizo prisioneros siendo llevados a Feras. Los tebanos no les pudieron rescatar de momento, ya que un ejército enviado a Tesalia sólo se salvó de la derrota por el genio de Epaminondas que logró el mando a petición de los soldados. Después de eso, todas las ciudades tesalias se sometieron a Alejandro de Feras y la influencia tebana desapareció. 
Una segunda expedición dirigida por Epaminondas en 365 a. C. logró la victoria y obtuvo la libertad de los prisioneros, si bien no pudo restaurar la hegemonía tebana sobre Tesalia. Pero la opresión de Alejandro fue poco fuerte porque algunas ciudades pidieron a Tebas intervenir y en 364 a. C. Pelópidas fue enviado de nuevo al país con un ejército tebano. Pelópidas murió en el primer combate. Los tebanos enviaron un ejército más poderoso que derrotó a Alejandro que hubo de reconocer la hegemonía tebana sobre Tesalia, quedando sólo a Alejandro el dominio de Feras. 
A la muerte de Epaminondas en Mantinea (362 a. C.) la hegemonía de Tebas se hundió y Alejandro recuperó gran parte de su antiguo poder sobre Tesalia. Fue asesinado en 359 a. C. por su mujer Teba y sus hermanos, uno de los cuales, Tisífono, le sucedió, pero con Teba ejerciendo el poder en la sombra. No duró demasiado tiempo y le sucedió su hermano Licofrón II. Mientras los aleuadas de Larisa formaron alianza con Filipo II de Macedonia, el cual ante la amenaza que para Larisa suponía Licofrón II, invadió Tesalia en 353 a. C.
Licofrón pidió ayuda al focidio Onomarco y con ayuda de los focidios pudo rechazar al macedonio, pero al año siguiente Filipo volvió y obtuvo una gran victoria sobre Onomarco y Licofrón, en una batalla en la que el primero murió. Filipo asedió Feras y Licofrón II se rindió y se le permitió retirarse a Fócida con sus soldados (352 a. C.). Filipo estableció en Feras un gobierno popular y dio una independencia nominal a las ciudades tesalias, pero bajo su hegemonía; también estableció una guarnición en Magnesia y en el puerto de Pagasas. Un intento de revuelta en el 344 a. C. en favor de la familia de los antiguos tiranos de Feras permitió a Filipo establecer una guarnición en la ciudad y colocó al frente de cada una de las cuatro tetrarquías a un miembro de la familia aleuada, completamente entregada a sus intereses. Así Tesalia quedó totalmente sometida a Macedonia.
En 191 a. C. Feras se declaró partidaria del seléucida Antíoco III Megas, pero al cabo de pocos meses fue ocupada por el cónsul romano Acilius. Bajo los romanos se construyó una nueva ciudad (Nueva Feras) al lado de la vieja.

## Arqueología
La antigua ciudad se encontraba en dos colinas: la de Magula Bakali y la de Agios Atanasios o Panagia, ubicadas en la moderna Velestino.
En Magula Bakali hubo un primer asentamiento de finales del Neolítico o principios de la Edad del Cobre (en torno al 3000 a. C.) y que creció en importancia durante la Edad del Bronce, en particular durante el periodo micénico, época a la que pertenecen varias tumbas de cámara donde se han hallado objetos como joyas, vasos, sellos, figurillas, cuentas, escarabeos y cuchillos. Hay también unas tumbas abovedadas que muestran que el lugar siguió siendo un asentamiento importante en los periodos protogeométrico y geométrico. Al periodo clásico pertenecen una serie de monedas y muros defensivos tanto en la acrópolis —situada en la colina de Agios Atanasios— como en la ciudad baja. Se conservan también restos de la antigua ágora, de la fuente Hiperea y del templo de Enodia y Zeus Taulio.